# Innozenz Stangl
Innozenz Stangl (Jesenwang, 11 marzo 1911 – Jesenwang, 23 marzo 1991) è stato un ginnasta tedesco.

## Palmarès

### Olimpiadi
- Oro a Berlino 1936 nel concorso a squadre.